# Николай Узунов (музикант)
 За актьора, роден през 1945 г., вижте Николай Узунов.  
Николай Иванов Узунов, известен и като UZO, е български саксофонист, роден през 1979 г. в гр. Севлиево.
Известен е с участието си в групи като „Портокал“ (1999), „Обратен ефект“ (2000 – 2002), „Атлас“ (2002 – 2006), „Мискините“, „Глутницата“ (2008), Who Cares и други.